# Дуглас Леннокс-Сілва
Дуглас Леннокс-Сілва (англ. Douglas Lennox-Silva, 10 квітня 1987) — американський плавець.
Учасник Олімпійських Ігор 2008 року.